# Висока Каменська
Висока Каменська (пол. Wysoka Kamieńska) — село в Польщі, у гміні Ґольчево Каменського повіту Західнопоморського воєводства.
Населення — 705 осіб (2011).

## Демографія
Демографічна структура станом на 31 березня 2011 року:
|          | Загалом | Допрацездатний вік | Працездатний вік | Постпрацездатний вік |
| -------- | ------- | ------------------ | ---------------- | -------------------- |
| Чоловіки | 343     | 67                 | 248              | 28                   |
| Жінки    | 362     | 61                 | 230              | 71                   |
| Разом    | 705     | 128                | 478              | 99                   |